# Ugi-Smiles-reactie
De Ugi-Smiles-reactie is een van de Ugi-reactie afgeleide multicomponentreactie, waarbij een isocyanide, een aldehyde, een amine en een fenolderivaat met elkaar reageren tot een intermediair, dat vervolgens een intramoleculaire Smiles-omlegging kan ondergaan (in plaats van de normale Mumm-omlegging). Hierdoor kunnen relatief complexe moleculen gevormd worden:
Het fenolderivaat neemt in deze reactie de rol van het carbonzuur uit de normale Ugi-reactie over.
De reactie is vernoemd naar de scheikundige Samuel Smiles.